# 罗章龙

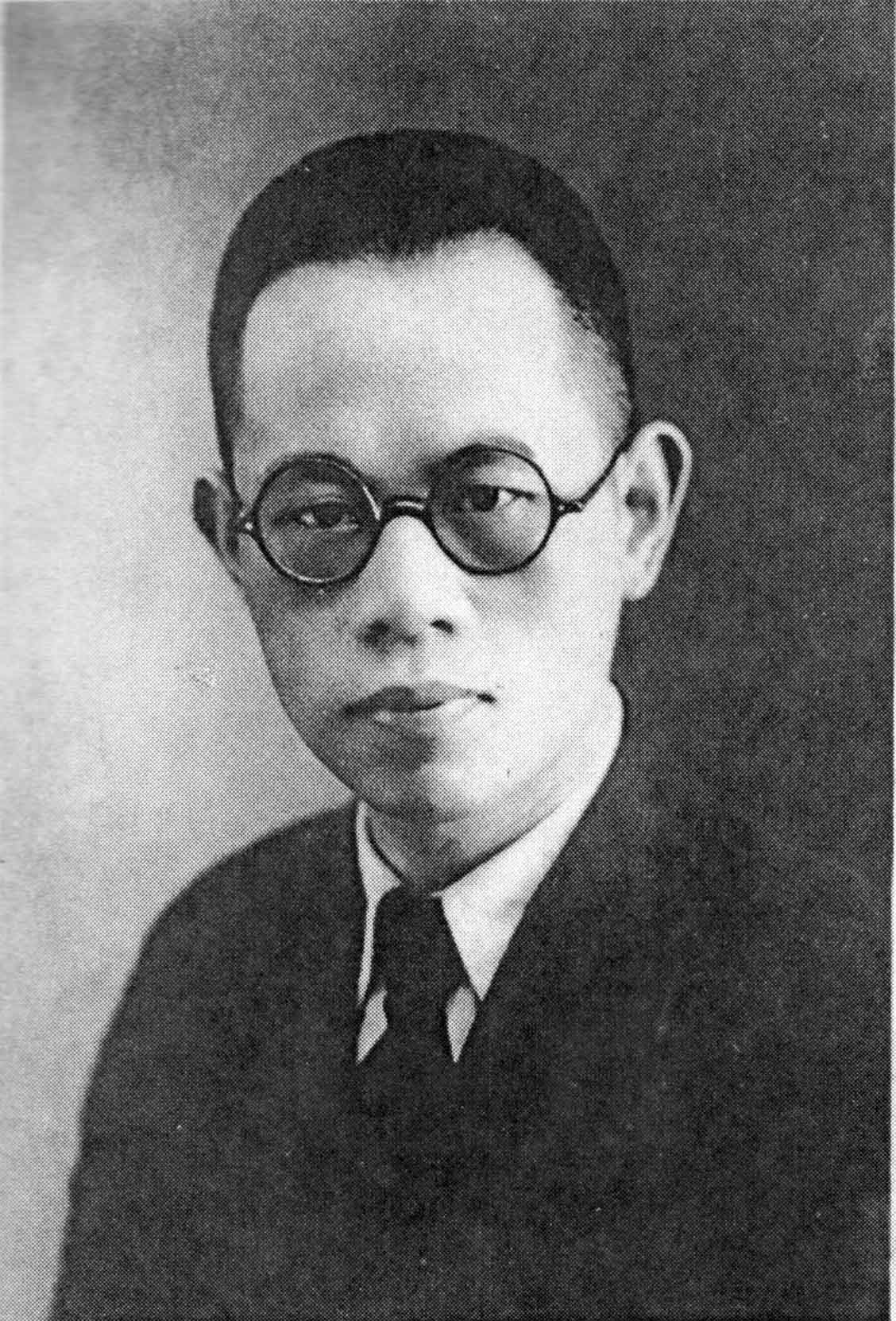
1936年，罗章龙在开封河南大学任教

罗章龙（1896年—1995年2月3日），本名璈阶，字章龙，以字行，曾改名仲言，号沧海，笔名文虎、景云、真君等。湖南浏阳人，中国共产党早期领导人之一。1931年，因反对王明，被开除出党。邓小平在1981年6月中共十一届六中全会预备会期间将罗章龙的行为定义为“搞派别斗争，是分裂党，另立中央。”

## 生平
罗章龍1912年從瀏陽到長沙，於长沙第一联合中学就读，1915年入讀长沙长郡中学，与同在长沙就读的毛泽东结为好友，被称誉为“管鲍之交，后无来者”。1918年4月14日，他与毛泽东、蔡和森等12人共同发起成立“新民学会”，成为学会的领导者之一。1918年夏，与毛泽东同赴北京，9月考入北京大学文学院，1919年参与五四运动，在火烧赵家楼中身先士卒。
1920年初，他参与组织北京大学马克思学说研究会。1920年10月，他经张国焘介绍加入北京的共产党早期组织，11月加入北京大学社会主义青年团。后来，他任中共北京大学支部书记，中国劳动组合书记部北方书记部主任，中共北方区委委员。1921年，他参与创办《工人周刊》。6、7月间，北京小组选举中共一大代表，他与邓中夏相继以工作繁忙为由拒绝，最终，刘仁静当选一大代表。同年11月，他参加领导陇海铁路工人大罢工。1922年，他参与领导了长辛店铁路工人八月罢工和开滦五矿工人十月罢工。1923年2月，他参与组织了京汉铁路总工会，并参与领导二七大罷工。同年6月，他在广州参加了中国共产党第三次全国代表大会，当选中央执行委员和中央局委员。会后，他任中共中央会计，和陈独秀、毛泽东等人负责中共中央的日常工作。
1924年從北大畢業，他参加共产国际第五次代表大会，紧接着出席了在德国汉堡召开的第四次万国运输工人联合会代表大会，并当选为万国运输工人联合会中国书记。归国后，他负责主编《中国工人》。1925年1月，他在上海参加了中国共产党第四次全国代表大会，当选中央候补执行委员。1926年2月任中华全国铁路总工会总干事，党团书记。1927年2月任湖北区委委员、宣传部部长兼汉口市委书记。
1927年5月，他任中共武汉中央局委员、中共武汉市委书记、中共湖北省委宣传部长。同年5月，他在武汉召开的中国共产党第五次全国代表大会上当选中央委员。同年秋，他任中共湖南省行动委员会执行委员，参加领导秋收起义。11月，他在上海参加了中共中央临时政治局扩大会议。会后，他任中央工委书记，中华全国总工会委员长和中华全国总工会党团书记。1928年，他在莫斯科参加了中国共产党第六次全国代表大会，当选中央候补委员。1930年9月，他参加了在上海召开的中共六届三中全会。
1931年1月，他因反对共产国际在中共六届四中全会上强行提拔王明，而另组“中国共产党中央非常委员会”、“第二省委”、“第二工会党团”等组织。1931年1月27日，被中共开除出党。1933年4月，他在上海被捕，出狱后在各地任教。
自1934年起，羅章龍先後出任河南大學、西北大學、華西協和大學、湖南大學等校的經濟學系教授。1947年，返回長沙湖南大學任教。院系調整後1953年調入中南財經學院，該校後擴充為湖北大學。他还先後任第五屆、第六屆、第七屆全國政協委員。
1995年2月3日，他在北京逝世。